# Osteochilus enneaporus
Osteochilus enneaporus és una espècie de peix cipriniforme de la família dels ciprínids.

## Morfologia
Els mascles poden assolir els 23 cm de longitud total.

## Distribució geogràfica
Es troba des de Tailàndia fins a Indonèsia, incloent-hi el riu Mekong.